# Cara Horgan
Cara Horgan, född den 5 oktober 1984[källa behövs], är en brittisk skådespelerska.
Horgan har bland annat medverkat i filmen Pojken i randig pyjamas där hon spelade Maria. I Morden i Marlow spelade hon Becks Starling, en av huvudrollerna.

## Filmografi (i urval)
- 2006 – Jane Eyre (TV-serie)
- 2008 – Pojken i randig pyjamas
- 2017 – The Death of Stalin
- 2024–2025 – Morden i Marlow (TV-serie)